# Santos Football Club (Georgetown)
Il Santos FC Georgetown è un club calcistico guyanese, che milita attualmente nel campionato Guyanese. È stato ispirato nell'omonimo brasiliano noto per causa di Pelè. Ha vinto questa competizione nazionale per la prima volta nel 1990, bissando il successo l'anno dopo; la terza vittoria è stata nel 1998.

## Palmarès
- Campionato guyanese: 3

1990, 1991, 1998